# Кочетовка (Мичуринск)
Кочето́вка — микрорайон города Мичуринска в Тамбовской области, Россия.
Кочетовка получила статус посёлка городского типа в 1938 году. В 1995 году вошла в черту города Мичуринска.

## Экономика
Основу экономики составляют предприятия железнодорожного транспорта, образующие северную часть Мичуринского узла: станция Кочетовка с парками Кочетовка I и IV, грузовой и сортировочный парки, ремонтное депо по обслуживанию тепловозов, остановочные пункты Кочетовка II, III, V, Электродепо, Новое депо и Каменка на месте, где основная линия поворачивает на юг, а от неё начинается двухпутный подъезд в центр города.

## Население
| 1959 | 1970   | 1979   | 1989   |
| ---- | ------ | ------ | ------ |
| 9219 | 15 635 | 14 813 | 15 315 |